# سيفون سبورت

صورة للخبر الزائف منشورا علي غلاف صحيفة البلاد

سيفون سبورت أو فضيحة سيفون سبورت هو اسم صحيفة وهمية اخترعها أحد المستخدمون المصريون علي أحد منتديات الإنترنت عام 2009 أثناء تصفيات كأس العالم لكرة القدم 2010 نسب اليها تصريحا تهكمي مزيف للرئيس الفرنسي السابق ساركوزي «بأنه يصلي كل يوم حتى لا يتأهل المنتخب الجزائري للمونديال، لكي يحافظ على نظافة شوارع باريس من الفوضى التي قد تخلفها الجالية الجزائرية»، ما لبث ان نقلت العديد من وسائل الأعلام المصرية والجزائرية هذا الخبر منسوبا الي هذه الصحيفة التي ليس لها وجود ، حتى انتشر الخبر الي بعض وسائل الإعلام العربية مثل: العربية والجزيرة اليوم السابع والعلم وشبكة راديو وتلفزيون العرب ART وغيرهم.
بالإضافة الي وسائل الإعلام العالمية مثل: السي أن أن وموقع جول وغيرهم، تسبب هذا الخبر المزيف عن غير قصد في حالة من التوتر الدبلوماسي بين الجزائر وفرنسا أدت الي مطالبة السفير الفرنسي بالجزائر الي طلب تحقيق رسمي حول الواقعة. مما كشف الأمر وتحول الي فضيحة إعلامية سميت بـ «فضيحة سيفون سبورت» بسبب عدم الدقة والمهنية الصحفية في نقل الأخبار.

## أصل التسمية
يرجع اسم سيفون الي كلمة (بالإنجليزية: Siphon)‏ والتي تعنى مَثعَب أو سحارة، وتستخدم هذه الكلمة في مصر لوصف صندوق الطرد في المراحيض، وهي اسم ذو دلالة ساخرة أستخدمها هذا المستخدم كنوع من التهكم في الخبر الذي قام بإنشاءه.

## القصة

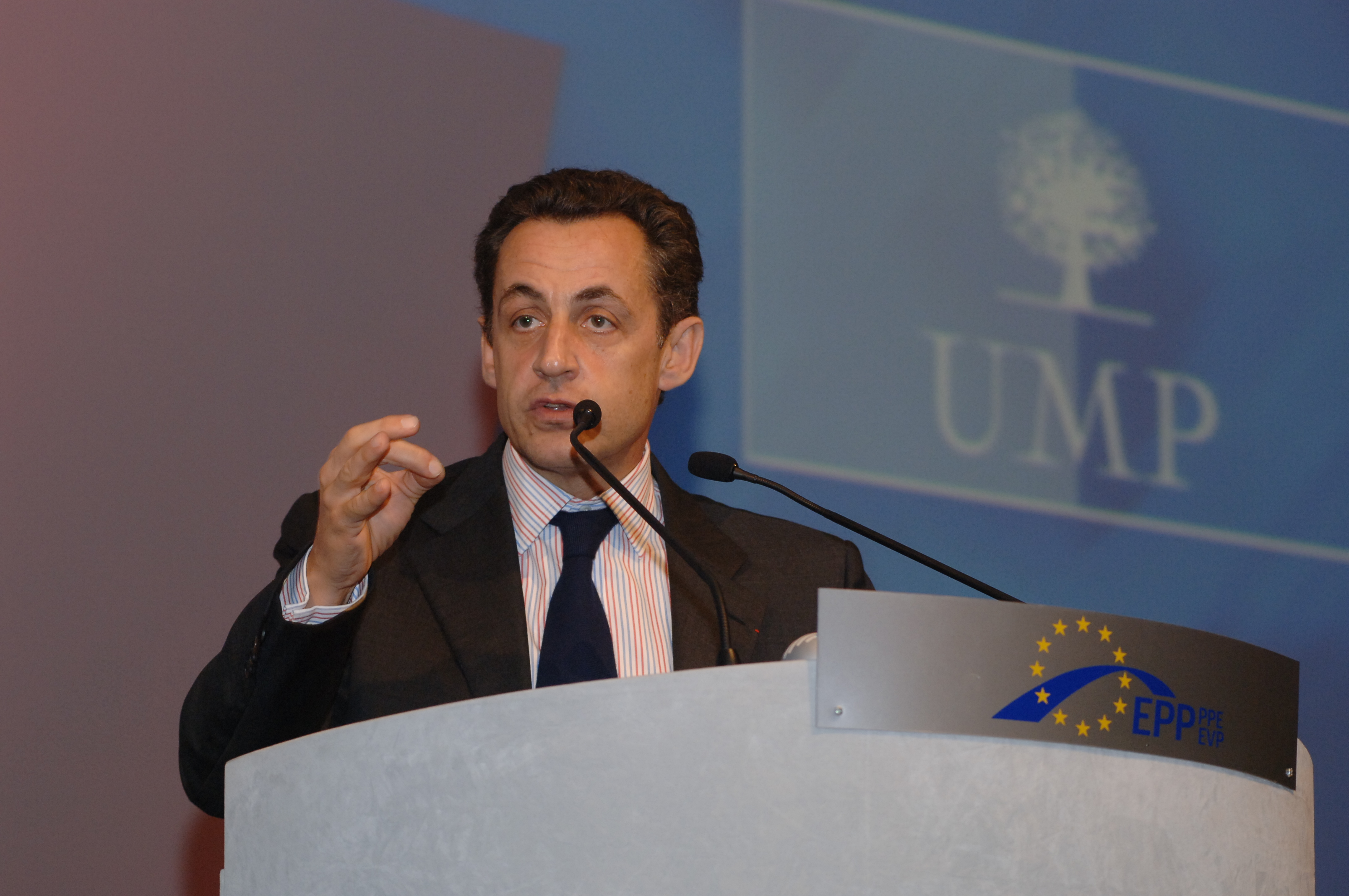
الرئيس الفرنسي السابق نيكولا ساركوزي

بدأت أحدث هذه الواقعة في الجولة الثانية للتصفيات الأفريقية المؤهلة لكأس العالم لكرة القدم 2010 والتي تم إجراءها عام 2009. شهدت هذه التصفيات وقوع منتخبي مصر والجزائر في مجموعة واحدة يتأهل منها منتخب واحد الي بطولة كأس العالم، تسببت شدة هذه المنافسة وتحفز الفريقين في خلق أجواء من العدائية بين الطرفين، لا سيما بعد وقوع أحداث مؤسفة حينما تقابل المنتخبين من قبل في تصفيات كأس العالم 1990 والتي تأهل فيها المنتخب المصري علي حساب المنتخب الجزائري. ادت هذه الاجواء العدائية والمشحونة في اشتعال الحرب الإعلامية بين الطرفين.
في ظل هذه الأجواء قام أحد المستخدمين المصريين ويدعى «ميزو» الي نشر خبر مزيف علي سبيل الفكاهة والسخرية علي منتدي "كووورة" حول تصريح للرئيس الفرنسي وقتها نيكولا ساركوزي الي صحيفة سيفون سبورت قائلا:«أنه يصلي كل يوم حتى لا يتأهل الخضر للمونديال، لكي يحافظ على نظافة شوارع باريس من همجية الجالية الجزائرية، وأوضحت الصحيفة انه جاء ذلك على خلفية ما أحدثته الجالية الجزائرية من فوضى في شوارع باريس عقب فوز المنتخب الجزائري على رواندا 3/1 في الجولة الأخيرة، وهو ما دفع ساركوزي للتعليق على الموقف مبديا رغبته وأمانيه الكبيرة بتأهل المنتخب المصري." وختمت: "وأضاف ساركوزي خلال المقابلة أنه تابع المنتخب المصري في كأس العالم للقارات وخاصة مباراة البرازيل، وأكد أنه منتخب قوي وأنه الأجدر بالتأهل للمونديال، وقال إن المنتخب المصري فريق أكثر من رائع."». وكان يقصد بنشر الخبر علي مستوي المنتدى من اجل الدعابة.

قام علي إثرها صحفي مصري يعمل في صحيفة اليوم السابع بنشر الخبر حرفيا نقلا عن هذه الوكالة الصحفية المزعومة دون تأكد. حتى انتشر الخبر علي بعض الصحف المصرية مثل الأهرام والجمهورية وبعض المواقع والمنتديات المصرية. فقامت علي أثره صحيفة البلاد الجزائرية بنشر الخبر علي غلافها الرئيسي ما لبث ان نشرته أيضا العديد من الصحف والمواقع في الجزائر، خاصة وانه في تلك الفترة عرف عنه بعض التصريحات المثيرة للجدل ضد الجاليات العربية في فرنسا. مما ساهم في قيام بعض الصحف والمواقع العالمية مثل السي أن أن وموقع جول وغيرهم بنقل هذه الأخبار نقلا عن الصحيفة الجزائرية.

## ردود أفعال
ساهم هذا الخبر المزيف في إثارة استفزاز الأوساط الجزائرية وأثار جدلاً كبيرا في الساحة السياسية أيضا، حتى قام الدكتور محمد بوسلطان - المتحدث الرسمي للخارجية الجزائرية- هذه التصريحات جملة وتفصيلاً. وذكر المسؤول الجزائري أن هذا الخبر لا أساس له من الصحة إطلاقا، ولا يعرف ما أسباب إطلاق هذه الشائعة السخيفة. في المقابل فتح روبار جاك السفير الفرنسي بالجزائر تحقيقا رسميا حول الخبر، مؤكدا حرص بلاده على تطوير علاقاتها مع الجزائر؛ لأنها أهم شركاء فرنسا في حوض المتوسط وأحد أهم الدول الفاعلة والمحورية في المنطقة.
اثارت هذه الواقعة حالة من الغضب في الأوساط الإعلامية لما تمثلة من سقطة مهنية كبرى، بينما أصبحت محط سخرية علي مواقع الإنترنت وأعمدة الصحف، وتحولت في فضيحة تم تسميتها علي اسم هذه الجريدة المزعومة، قامت بعض الصحف والمواقع التي ساهمت في نشر هذا الخبر في تقديم اعتذار رسمي علي مواقعها.
وفي عام 2012 أصبح اسم «سيفون سبورت» رمزا ساخرا لكل الاخبار الزائفة أو الشائعات فيما يعرف بالصحافة الصفراء، حيث قامت مجلة «في الجول» بإطلاق بعض المقالات تحت هذا المسمى علي نوعية الأخبار المنتشرة الغير صحيحة. فيما نشرت أيضا بعض الأخبار استخدم فيها الاسم كنوع من السخرية.